# Famille des Noiriens

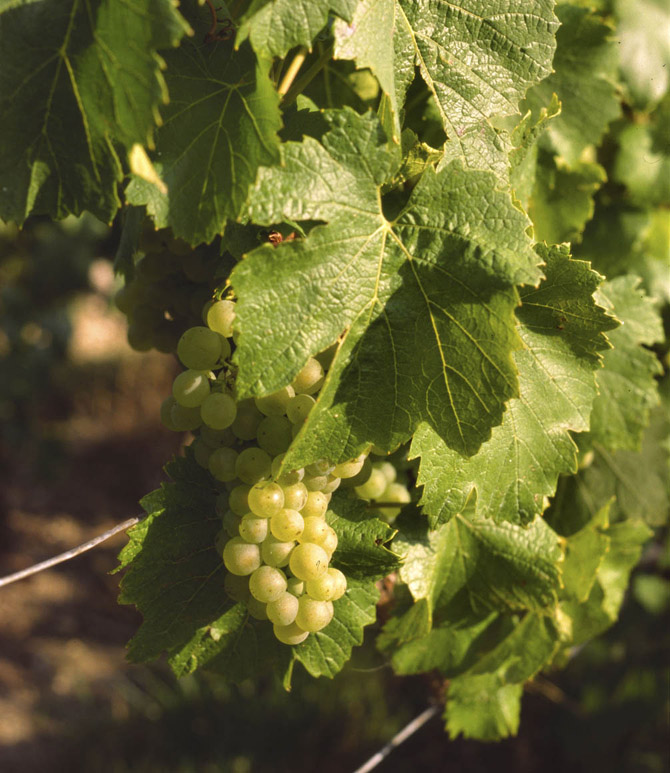
Grappe de chardonnay B.

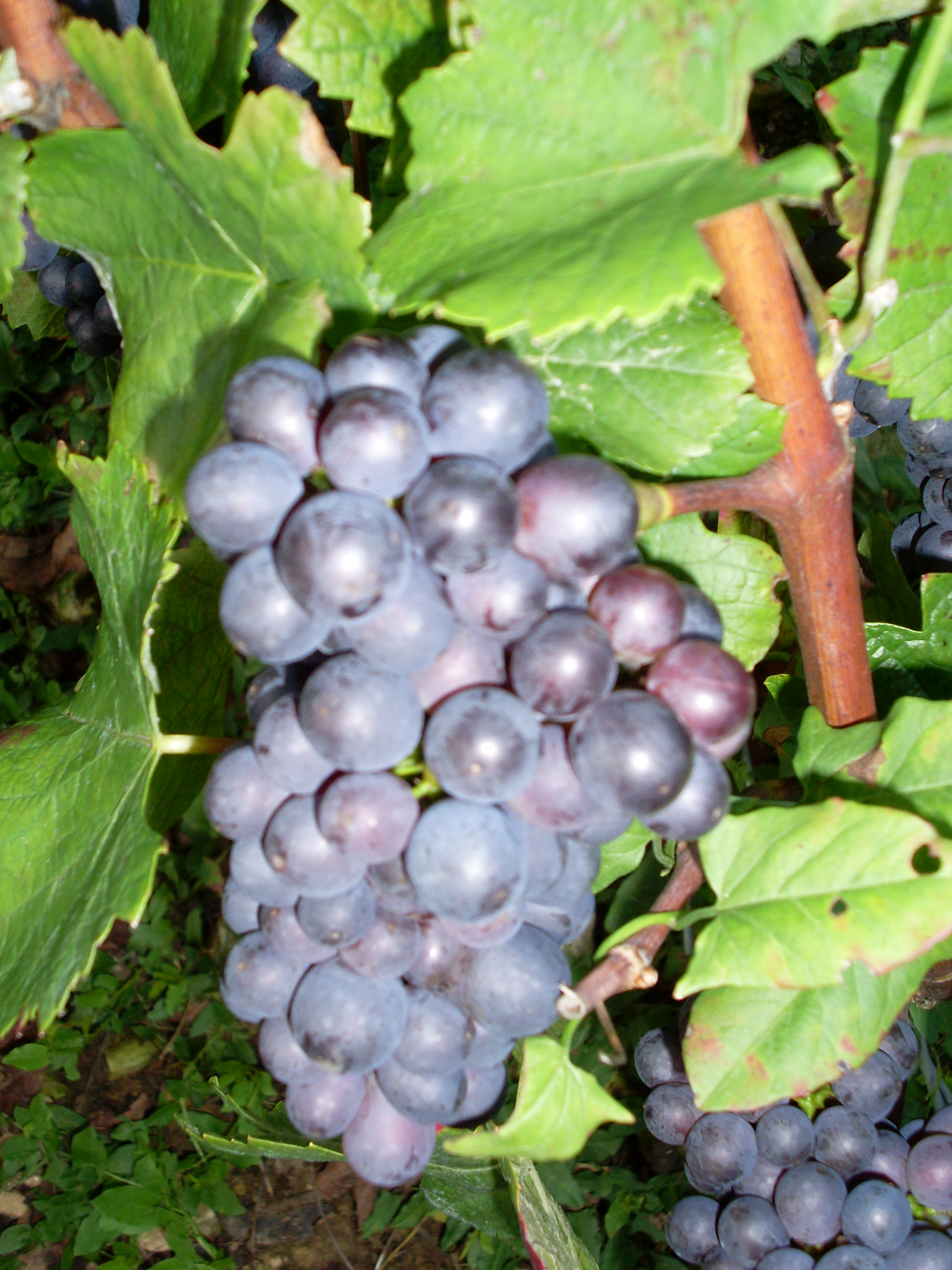
Grappe de Pinot noir N.

La famille des Noiriens est un groupe de cépages de Vitis vinifera. Ces cépages avaient été regroupés par les ampélographes en raison de similitudes de leurs caractères, et aujourd'hui, la génétique a prouvé qu'ils étaient parents.

## Origine historique
Les ampélographes, en particulier à partir de Pierre Viala, ont regroupé les cépages par familles de caractères. Ainsi, les Pinots noir, gris et blancs, le Chardonnay B, le Melon B, le Gamay N ou l'Aligoté sont-ils appelés les Noiriens.
Carole Meredith de l'Université de Californie à Davis a pratiqué des tests ADN sur les cépages bourguignons en 1998. Il en ressort que le Pinot noir N et le Gouais B ont donné naissance à tous les autres noiriens. C'est une surprise de taille puisque le Gouais est depuis longtemps décrié, au point qu'il ne subsiste plus en France que dans les collections ampélographiques. D'après les dernières analyses génétiques depuis 2012 par l'INRA de Montpellier et l'Université de Neufchâtel, le Pinot noir N serait un des plus vieux cépages en France.

## Caractéristiques ampélographiques communes
- Bourgeonnement blanc à liseré rosé
- Feuilles entières ou légèrement trilobées

## Cépages de la famille
- Pinot noir N, l'ancêtre, avec ses "mutants", le pinot blanc B, le pinot gris G et le pinot meunier N.
- Aligoté B
- Aubin vert B
- Auxerrois B
- Bachet noir N
- Beaunoir N
- Chardonnay B
- Gamay blanc Gloriod B
- Gamay N et ses "mutants" teinturiers, le gamay de Bouze N, gamay de Chaudenay N et gamay fréaux N.
- Gouais B
- Gouget N
- Knipperlé B
- Melon B
- Peurion B
- Romorantin B
- Roublot B
- Sacy B

### Bibliographie

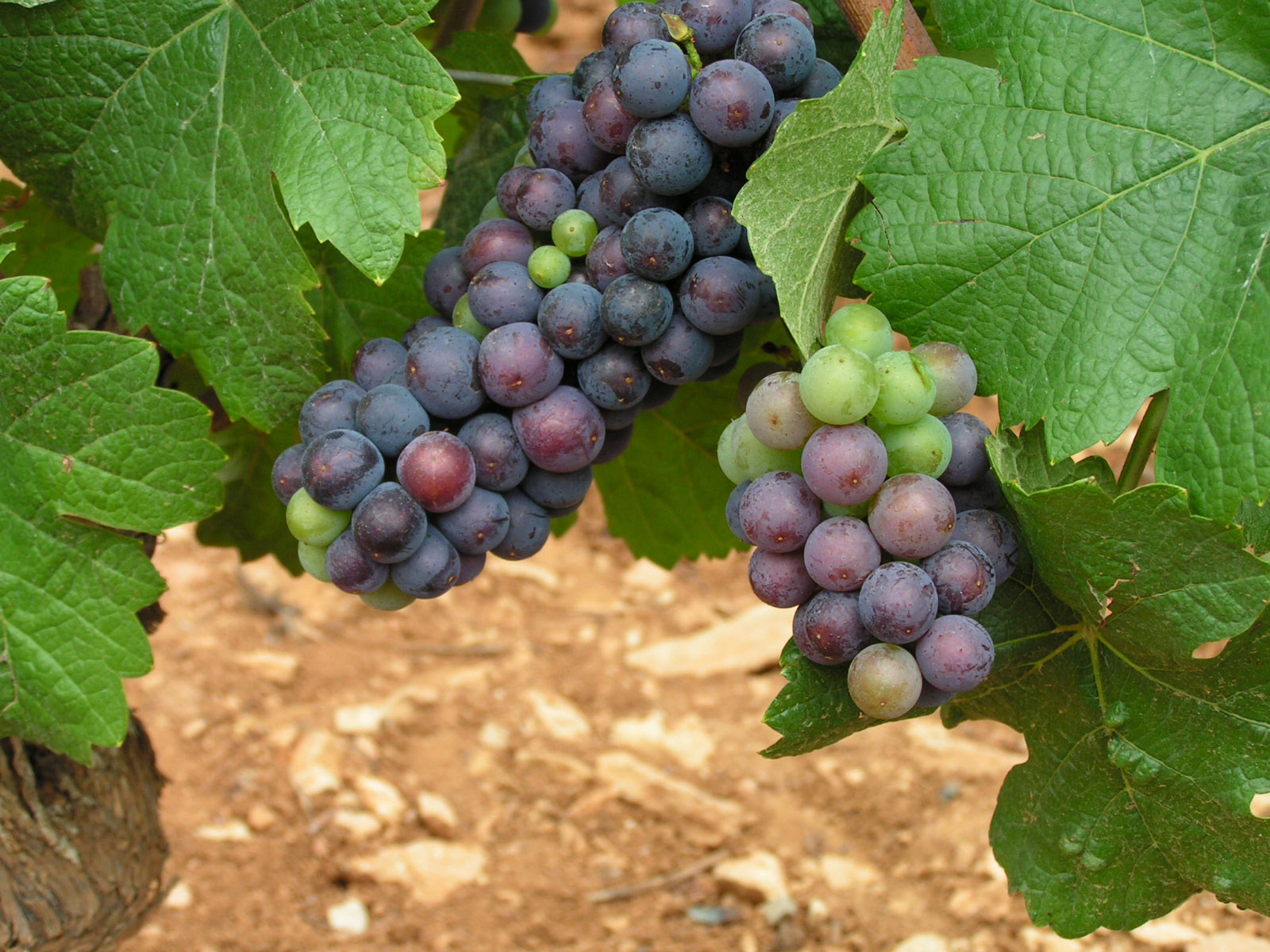
Grappes et feuilles de pinot noir N.
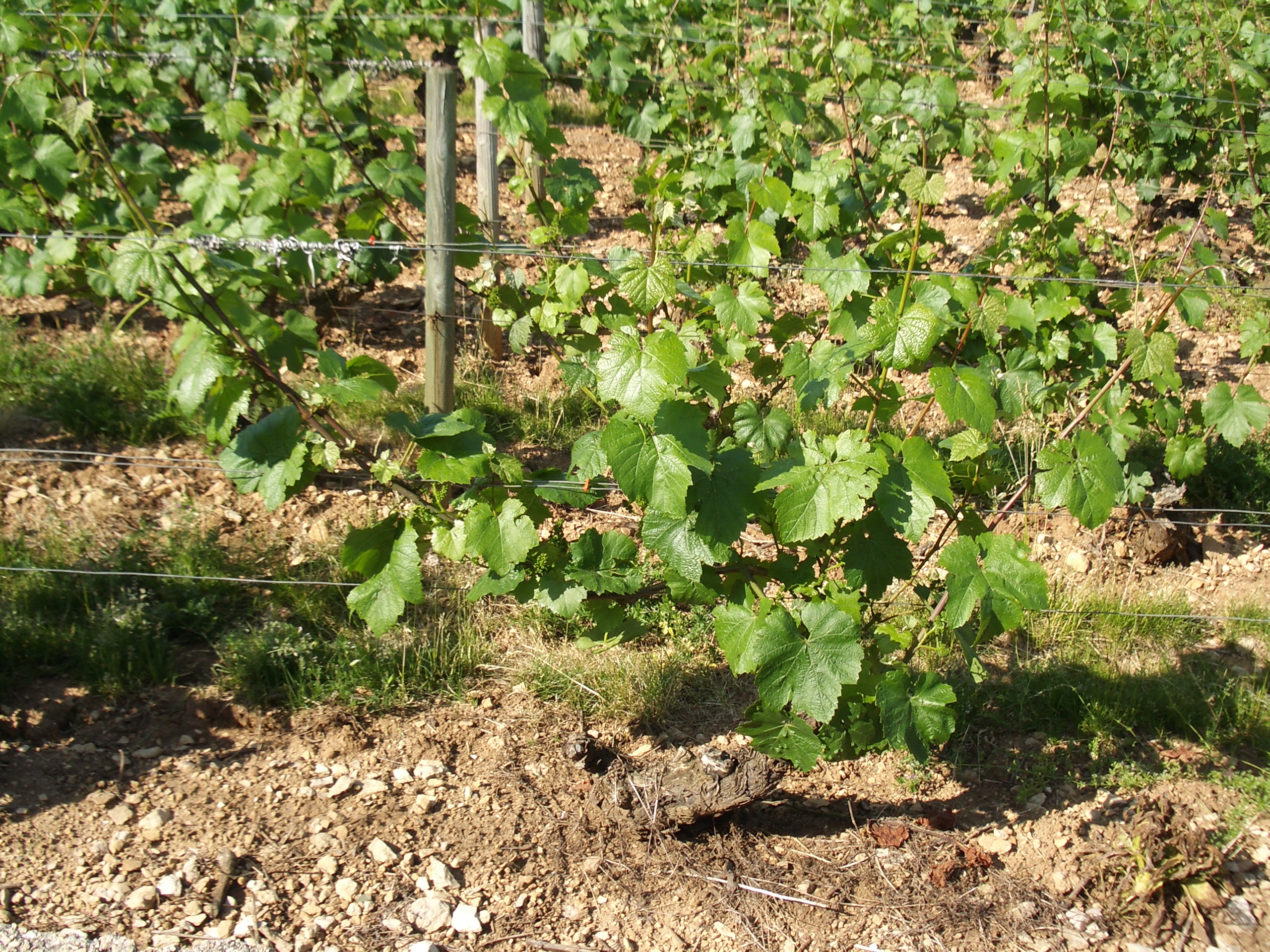
Jeune vigne de chardonnay B en Bourgogne.
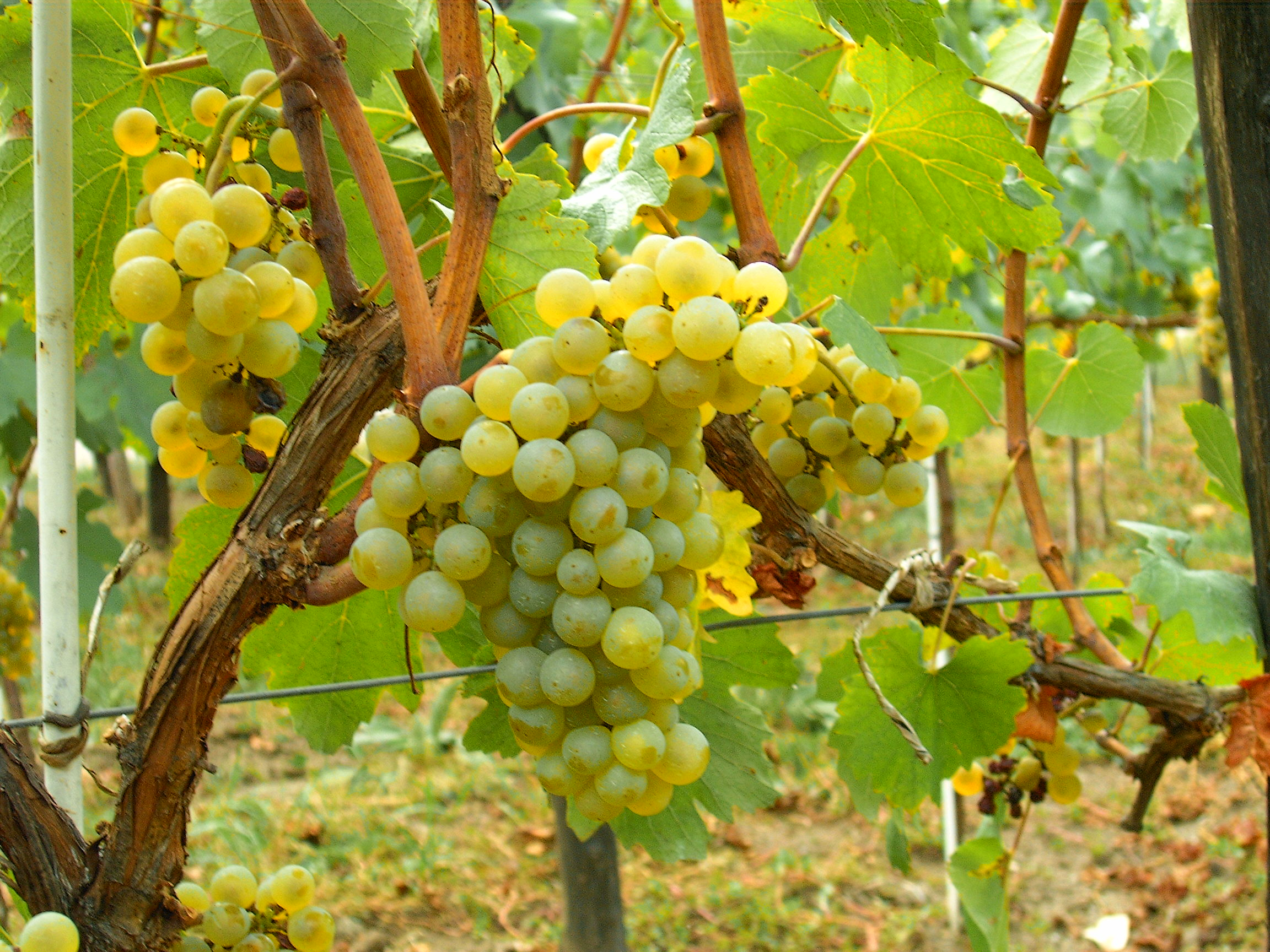
Chardonnay en Moldavie.
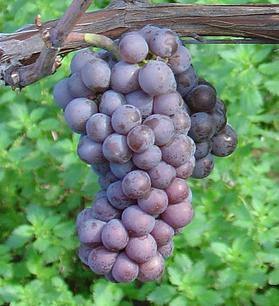
Grappe de pinot gris G.
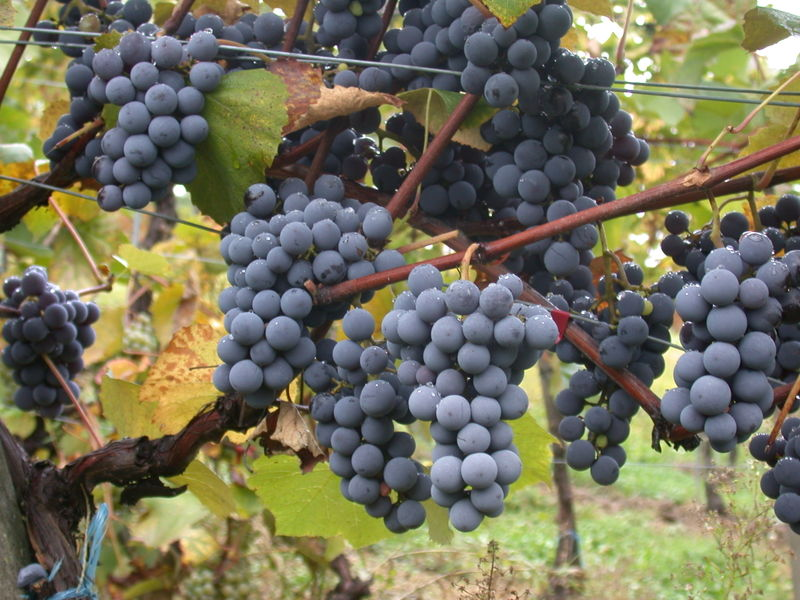
Cep de Gamay N prêt pour les vendanges.
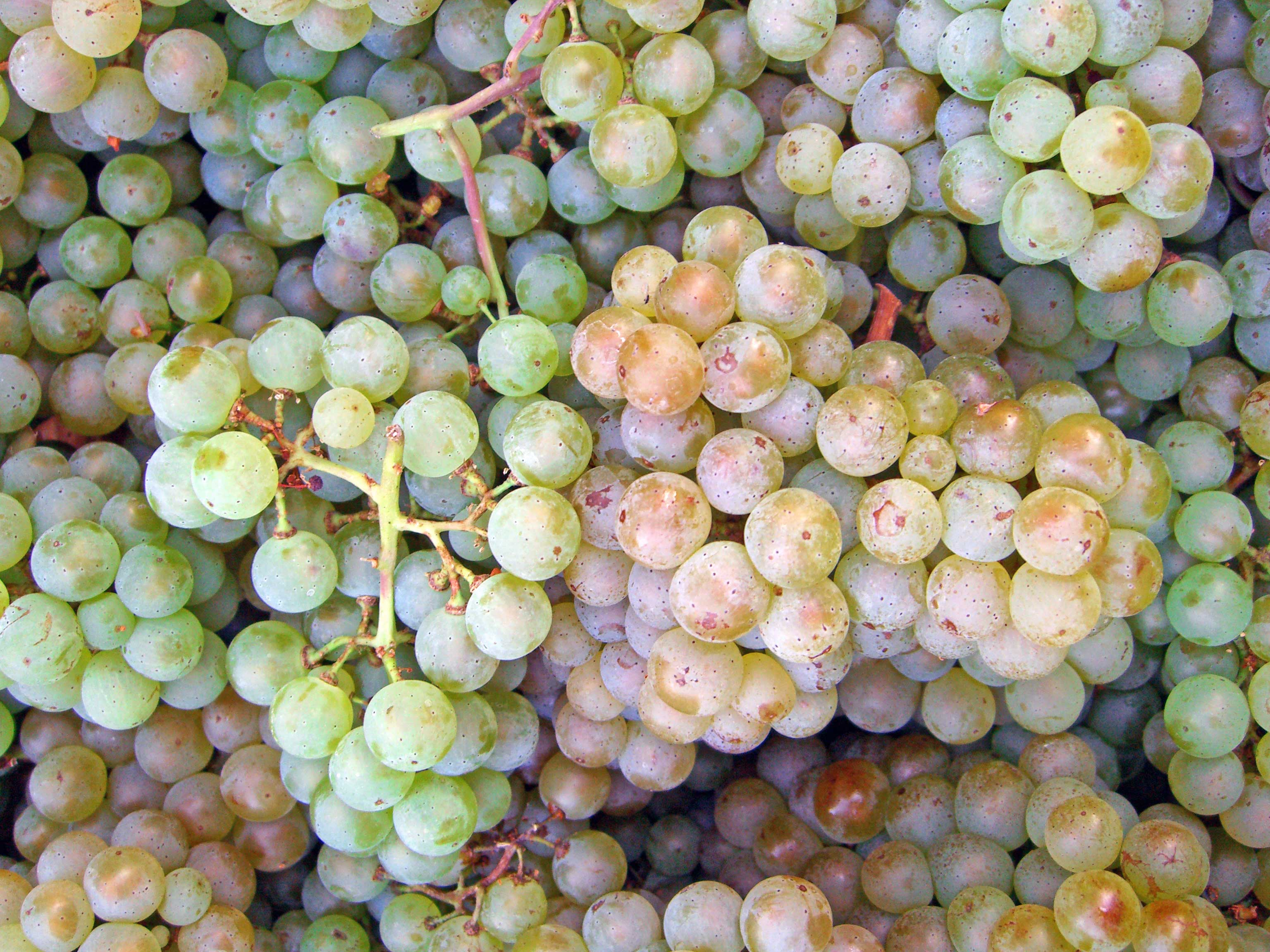
Vendange fraîche de pinot blanc B.
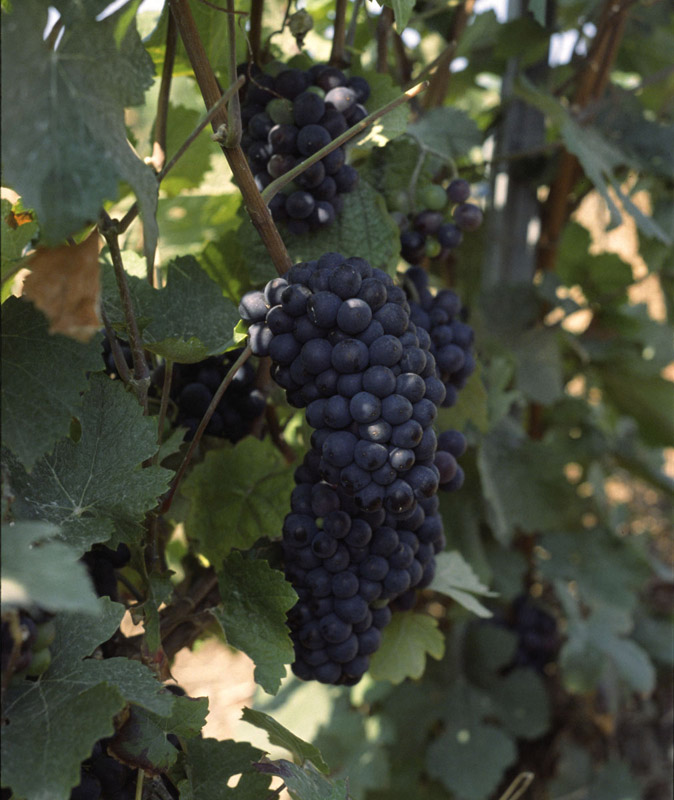
Grappe mûre de Pinot meunier N.
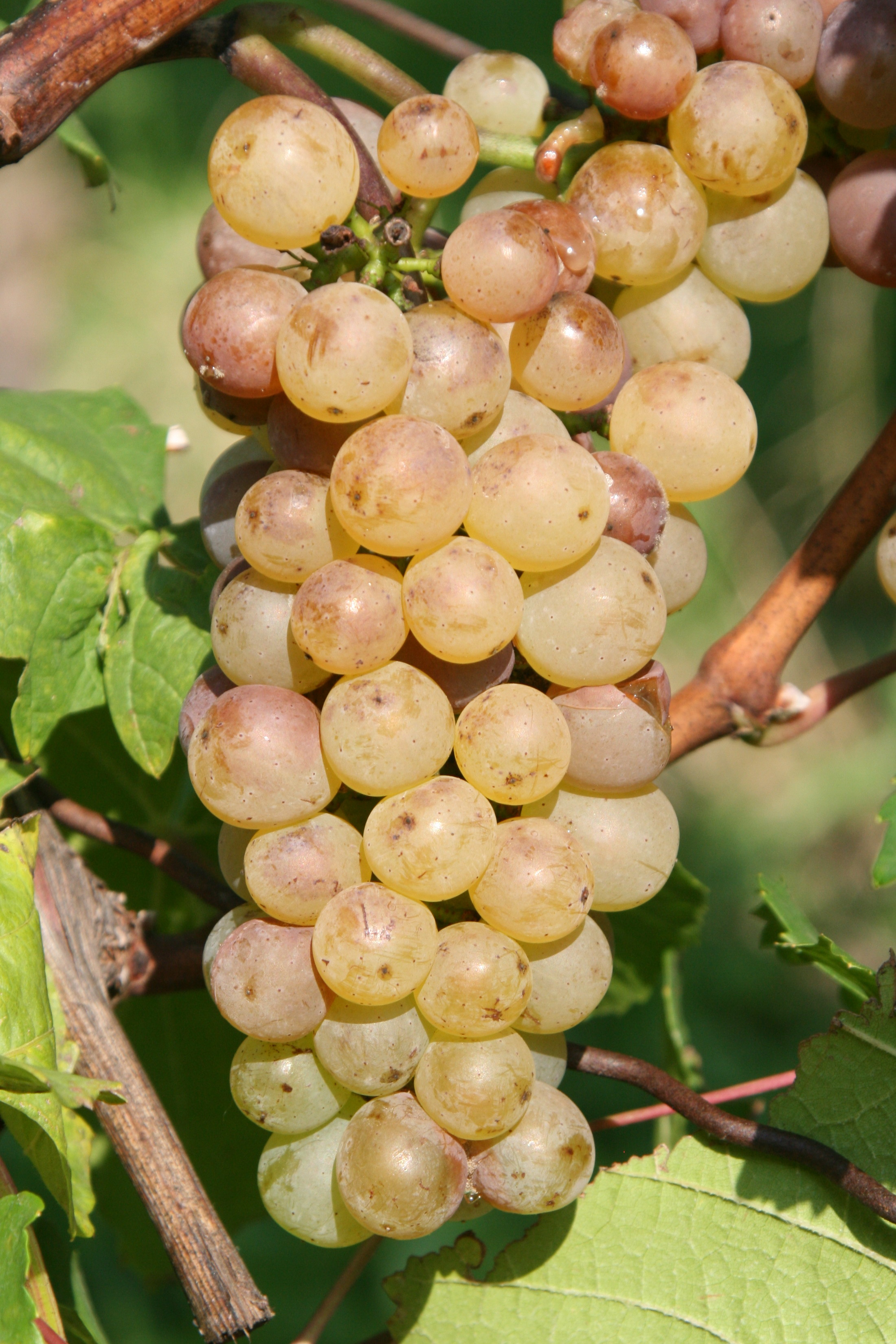
Grappe d'auxerrois B.